# The Girl in the Dark
The Girl in the Dark er en amerikansk stumfilm fra 1918 af Stuart Paton.

## Medvirkende
- Carmel Myers som Lois Fox
- Ashton Dearholt som Brice Ferris
- Frank Tokunaga som Ming
- Frank Deshon som Lao Wing
- Harry Carter som Strang